# Focillodes brunnea
Focillodes brunnea är en fjärilsart som beskrevs av George Thomas Bethune-Baker 1906. Focillodes brunnea ingår i släktet Focillodes och familjen nattflyn. Inga underarter finns listade i Catalogue of Life.